# Loxobates castetsi
Loxobates castetsi är en spindelart som först beskrevs av Simon 1906.  Loxobates castetsi ingår i släktet Loxobates och familjen krabbspindlar. Inga underarter finns listade i Catalogue of Life.